# Ecorally
L'ecorally è una forma di competizione automobilistica che si svolge su strade pubbliche utilizzando veicoli della produzione di serie o prototipi regolarmente immatricolati e omologati alla circolazione sulle strade ed autostrade. Si tratta di test di regolarità e di consumo energetico le cui classifiche abbinate generano la classifica finale assoluta della gara.
Questa tipologia di gara nasce nel 2006 con la prima edizione dell'Ecorally di San Marino. È da questa che si è diffuso l'utilizzo del termine ecorally relativamente a competizioni analoghe, per lo più inserite nella FIA Alternative Energies Cup, gestita dalla Commissione Energie Alternative della Federazione Internazionale dell'Automobile.
Dell'ecorally è nata anche una versione fuoristradistica denominata EcoRallyRAID, promossa dal RaceBioConcept Team, la squadra corse pluri-vicecampione del mondo di Coppa FIA Energie Alternative e Campione d'Italia 2010 dell'omonima coppa CSAI. L'EcoRallyRAID è solito disputarsi, ancora sotto forma di sperimentazione, con cadenza biennale. L'ultima edizione, denominata EcoRallyRAID - Roccaraso Challenge, risale all'estate 2010.